# Antiga presó de Reus
L'antiga presó de Reus és un edifici desaparegut de la ciutat de Reus que estava situat vora el quarter de cavalleria (també desaparegut), a l'entrada del carrer de Prat de la Riba, al lloc on actualment s'alça l'edifici de la Caixa de Pensions a la plaça del Pintor Fortuny, al capdamunt del carrer de Llovera.

## Història
Segons Andreu de Bofarull, la primera presó que hi va haver a Reus estava situada al Castell del Cambrer, fins que l'edifici es va abandonar. El Consell de la vila, que havia habilitat un espai a les antigues Cases Consistorials, al considerar-lo massa estret va construir un nou edifici a un carrer que va prendre el nom de carrer de la Presó, que encara conserva.
L'any 1827, el jutge de primera instància i alcalde de Reus Antonio Chamochín, davant de l'estat de la presó, deteriorada i insalubre, va aprofitar un magatzem amb un pati espaiós que l'ajuntament tenia en un lloc anomenat "les basses del Padró" proper al Quarter de cavalleria i que feia cantonada amb el camí de l'Aleixar (avui de Prat de la Riba) que el consistori havia destinat anteriorment com a oficina de reclutament quan la legislació de l'estat va organitzar el servei de quintes. Aquest edifici era conegut per la gent de Reus com "el quartelillo", nom que encara avui serveix als reusencs per designar una presó. Va habilitar algunes de les sales d'aquell edifici reforçant les parets i posant reixes a les finestres, i ho va convertir en una presó reservada a aquells delinqüents que requerien més seguretat.
Un altre jutge i alcalde, Josep Maria Montemayor, l'any 1834 va suprimir definitivament les dependències que quedaven al carrer de la Presó i va remodelar l'edifici, construint uns nous calabossos i millorant l'estat de l'edifici. Entre els anys 1844 i 1851, Salvador de Brocà, que havia ocupat l'alcaldia i era jutge de Reus, va comprar una casa al costat del "quartelillo" que va adjuntar a l'antic edifici, realitzant diverses millores, com ara una habitació per l'alcaid, una capella, una sala pel tribunal, unes dependències per als nois amb una habitació per un vigilant específic, i diverses sales que facilitaven la vida als presos. L'any 1860 les dependències que servien per la detenció o càstig dels nois es van habilitar per als presos comuns, i els nois van anar a un altre edifici al carrer d'en Sardà.
L'edifici va desaparèixer cap a l'any 1927 o 1928 quan es va iniciar en aquell lloc la construcció d'un nou edifici destinat a oficines de la Caixa de Pensions. Des de l'any 1908 s'havia previst una nova presó, però no es va començar fins a l'any 1929, a la carretera de Montblanc. La Presó preventiva de Reus, nom que tenia, va estar en funcionament fins al 1970.